# Mariano Ruiz-Funes
Mariano Ruiz-Funes García (Murcie, 24 février 1889 - Mexico, 1er juillet 1953) est un juriste, enseignant et homme politique espagnol, membre successivement des Cabinets Azaña IV et V puis l'Intérim, Casares Quiroga, Giral et Caballero I. Il a occupé les portefeuilles de l'agriculture et de la justice.